# Contea di Jackson (Arkansas)
La contea di Jackson, in inglese Jackson County, è una contea dello Stato dell'Arkansas, negli Stati Uniti. La popolazione al censimento del 2000 era di 18 418 abitanti. Il capoluogo di contea è Newport.

## Geografia fisica
La contea si trova nella parte nord-orientale dell'Arkansas. L'U.S. Census Bureau certifica che l'estensione della contea è di 1661 km², di cui 1641 km² composti da terra e i rimanenti 20 km² composti di acqua.

### Contee confinanti
- Contea di Lawrence (Arkansas) - nord
- Contea di Craighead (Arkansas) - nord-est
- Contea di Poinsett (Arkansas) - est
- Contea di Cross (Arkansas) - sud-est
- Contea di Woodruff (Arkansas) - sud
- Contea di White (Arkansas) - sud-ovest
- Contea di Independence (Arkansas) - ovest

## Storia
La contea di Jackson fu costituita nel 1829.

## Città e paesi
| - Amagon - Beedeville - Campbell Station | - Diaz - Grubbs - Jacksonport | - Newport - Swifton - Tuckerman | - Tupelo - Weldon |